# David et Jonathas
David et Jonathas (deutsch David und Jonatan/Jonathan; H. 490) ist eine biblische Oper in fünf Akten und einem Prolog von Marc-Antoine Charpentier nach einem Libretto des Paters François de Paule Bretonneau.

## Handlung

### Prolog
Saül, der König von Israel, sucht verkleidet die Totenbeschwörerin auf, weil ihm der Himmel keine Auskunft über den Ausgang der bevorstehenden Schlacht gegen die Philister erteilte. Die Totenbeschwörerin ruft für ihn den Geist des toten Propheten Samuel an. Als dieser tatsächlich als Schatten erscheint, erschrickt sie, weil sie ihn für einen Gott hält. Der Schatten prophezeit, dass Saül Kinder, Freunde, Ehre und Krone verlieren werde.

### Erster Akt
Nach dem Sieg über die Amalekiter zieht David in das Lager der Philister ein und wird als Held gefeiert. Achis empfängt ihn und erzählt, dass er hier mit Saül über Krieg und Frieden verhandeln will.

### Zweiter Akt
Joabel, eifersüchtig auf David, will ihn zur Teilnahme an der Schlacht überreden. Doch David zieht den Frieden vor. David und Jonathas kommen zusammen und genießen die Ruhe des Friedens.

### Dritter Akt
Von Joabels Anschuldigungen überzeugt, verdächtigt Saül David als Verschwörer, der auf sein Leben und seinen Thron aus sei. Achis ist verwundert, dass Saül David stürzen wolle, obwohl er ihm vorher so viel Gunst bezeugt habe und obwohl David ihm stets treu gewesen sei.
Saül wirft David vor, die Waffen niederzulegen, obwohl die Israeliten siegreich sind. Vor Jonathas beschuldigt er ihn der Verschwörung, aber David beteuert, immer nur für Saül gekämpft zu haben. Als David sich zurückzieht, verfolgt Saül ihn. Joabel freut sich, dass seine Rache geglückt ist.

### Vierter Akt
David und Jonathas beklagen, dass sie vielleicht gegeneinander werden kämpfen müssen. Israeliten und Philister wollen den Kampf, und Jonathas ist zerrissen zwischen der Pflicht seinem Vater gegenüber und der Liebe zu David. Auch Saül will nun den Krieg, weil er Achis als Beschützer seines Feindes David sieht.

### Fünfter Akt
In der Schlacht findet Saül Jonathas, der tödlich verletzt worden ist. Er entbrennt in Hass gegen David, den er verantwortlich macht. Als er einen Soldaten angreift, den er für David hält, wird er zurückgehalten. David kommt mit den siegreichen Philistern herbei, und Jonathas stirbt in seinen Händen. Saül hat sich selbst ins Schwert gestürzt. Er versucht noch einmal, auf David loszuschlagen, fällt aber zurück und stirbt. Auch Joabel ist in der Schlacht gefallen. Von Achis erfährt David, dass er der neue König Israels ist.

## Werkgeschichte
Das Werk war ursprünglich trotz seines Umfangs nicht für eine eigenständige Aufführung gedacht, sondern als Intermède für die Tragödie Saül in lateinischer Sprache des Paters Étienne Chamillard, deren fünf Akte als Sprechstück im Wechsel mit den fünf Akten der Oper rezitiert wurden. Die textliche Grundlage beider Werke findet sich im 1. Buch Samuel.
Die Erstaufführung fand am 28. Februar 1688 am Collège Louis-le-Grand in Paris, einer Jesuitenschule, statt. An verschiedenen anderen Jesuitenschulen kam das Stück mindestens bis Mitte des 18. Jahrhunderts zu Wiederholungen.
Nach knapp zweieinhalb Jahrhunderten wurde das Werk 1981 an der Oper von Lyon in einer Inszenierung von Jean-Louis Martinoty wiederaufgeführt. 2012 inszenierte Andreas Homoki die Oper beim Festival d’Aix-en-Provence, es spielte das Ensemble Les Arts Florissants unter Leitung von William Christie.
2022 gab es eine Neuproduktion der Opéra de Versailles in einer Inszenierung von Marshall Pynkoski mit Reinoud Van Mechelen als David und Caroline Arnaud als Jonathas, von der auch ein Video-Mitschnitt angefertigt wurde. Die CD- und DVD-Veröffentlichung beim Label Château de Versailles wurde im Juni 2023 von der Fachzeitschrift Oper! zur CD des Monats gekürt. Diese Produktion wurde 2023 bei den Musikfestspielen Potsdam Sanssouci und im April 2025 in Toronto gezeigt sowie im Mai 2025 in Versailles wieder aufgenommen.
In den Jahren 2023/2024 produzierten die Opernhäuser von Caen, Nancy, Luxemburg und Lille sowie das Pariser Théâtre des Champs-Élysées eine Neuinszenierung von Jean Bellorini. Sébastien Daucé leitete das Ensemble Correspondences.

## Historische Hintergründe / Interpretation
Auffällig ist die – am deutlichsten im Prolog der Oper – dargestellte Dekonstruktion des Herrscherbildes. Eine solche ist für das Opernschaffen der Zeit untypisch. Das Stück kann vor dem Hintergrund der historischen Konstellationen der Entstehungszeit als „geheime Opposition“ oder zumindest als „subtiler Kommentar zur Politik mittels Kunst“ zur Herrschaft Ludwigs XIV. gelesen werden. Die Darstellung des herrschenden Königs Saül und des kommenden Königs David, die sich entweder für einen gottgefälligen (David) oder für einen gottlosen Weg (Saül) entscheiden, stimmt stark mit der politischen Situation der 1680er Jahre in Frankreich überein. Ludwig XIV. hatte in jenem Jahrzehnt durch mehrere Handlungen seine Beziehung zum Papst beschädigt und damit die Jesuiten in eine schwierige Position widersprüchlicher Loyalitäten gebracht. So kann Jonathas als eine Mahnung der Jesuiten an ihr Publikum vor den Gefahren eines Königs verstanden werden, der ohne Rücksicht auf die höhere Autorität Gottes (und stellvertretend der Kirche) regiert.

## Digitalisate
- Libretto (französisch), Paris 1688. Digitalisat bei Gallica
- Libretto (französisch), Paris 1706. Digitalisat bei Gallica
- Partitur, Paris 1690. Digitalisat bei Gallica